# 钝头锦鱼
钝头锦鱼（学名：Thalassoma amblycephalus）为輻鰭魚綱鱸形目隆頭魚亞目隆头鱼科锦鱼属的鱼类。

## 分布
本魚分布于印度太平洋區，包括東非、紅海、模里西斯、馬爾地夫、緬甸、馬來西亞、泰國、越南、日本、中國、台湾、菲律賓、印尼、澳洲、薩摩亞群島、馬紹爾群島、新喀里多尼亞、馬里亞納群島、帛琉、密克羅尼西亞、庫克群島、吉里巴斯、法屬波里尼西亞等海域。该物种的模式产地在爪哇。

## 深度
水深1至15公尺。

## 特徵
本魚體側扁，雌魚與初級雄魚背部綠色，具一黑色寬縱帶，腹部淡黃色，尾鰭截形。終期雄魚頭部藍色，中段黃色，魚體粉紅色，尾鰭上下葉延長。背鰭硬棘8枚；背鰭軟條13枚；臀鰭硬棘3枚；臀鰭軟條10至11枚。

## 生態
本魚棲息在珊瑚礁區，具性轉變，行一夫多妻制，屬肉食性，以小魚及甲殼類為食。

## 經濟利用
可食用或當作觀賞魚。